# Clásico de Tolly Cobbold
El Clásico de Tolly Cobbold fue un torneo de snooker, profesional y de invitación, que se celebró en el Corn Exchange de la ciudad inglesa de Ipswich entre 1979 y 1984. Steve Davis, que se impuso (8-2) a Tony Knowles en la final de aquella cita de 1984, quedó como último ganador.

## Historia

### Ganadores
| Año  | Ganador      | Resultado | Subcampeón      | Referencias |
| ---- | ------------ | --------- | --------------- | ----------- |
| 1979 | Alex Higgins | 5-4       | Ray Reardon     | [ 1 ]       |
| 1980 | Alex Higgins | 5-4       | Dennis Taylor   | [ 1 ]       |
| 1981 | Graham Miles | 5-1       | Cliff Thorburn  | [ 1 ]       |
| 1982 | Steve Davis  | 8-3       | Dennis Taylor   | [ 1 ]       |
| 1983 | Steve Davis  | 7-5       | Terry Griffiths | [ 1 ]       |
| 1984 | Steve Davis  | 8-2       | Tony Knowles    | [ 1 ]       |